# ISO 3166-2:TV
Az ISO 3166-2:TV a földrajzi kódokat tartalmazó ISO 3166 szabvány második részének Tuvalura vonatkozó része. Az országot alkotó nyolc korallzátony kódját tartalmazza.
A kód első része Tuvalu ISO 3166-1-szerinti országkódja (TV), míg az azt követő 3 karakter a szigetek nevének rövidítései.

## Állapota
A kódrendszer jelenleg nem része az ISO 3166-2 szabványnak. Az eredeti elképzelések között (ISO/DIS 3166-2) még szerepelt, de a benyújtáskor már nem volt része a kódrendszernek.

## A kódok
| Kód    | Sziget neve |
| ------ | ----------- |
| TV-FUN | Funafuti    |
| TV-NMA | Nanumea     |
| TV-NMG | Nanumanga   |
| TV-NIT | Niutao      |
| TV-NIU | Nui         |
| TV-NKF | Nukufetau   |
| TV-NKL | Nukulaelae  |
| TV-VAI | Vaitupu     |

## Külső hivatkozások
- Island Councils of Tuvalu